# Sport Clube Escolar Bombarralense
O Sport Clube Escolar Bombarralense é um clube português, localizado na vila de Bombarral, no distrito de Leiria.

## História
O clube foi fundado a 5 de outubro de 1911, na sequência de um episódio entre associados do então Centro Escolar Republicano João Chagas que levou à necessidade da fundação de um clube desportivo por vários impulsionadores ligados a diversas modalidades desportivas, como o futebol e o ciclismo. A história do Sport Clube Escolar Bombarralense confunde-se não raras vezes com a própria história do desporto escolar em Portugal.
O clube é um dos clubes fundadores da Associação de Futebol de Leiria, e o seu atual presidente é Jorge Filipe Silva. O clube conta com 30 presenças na Taça de Portugal (com destaque para a recepção ao Sport Lisboa e Benfica, a 23 Novembro de 1986, com vitória do clube lisboeta por 3-0) e vários títulos, entre eles 3 vitórias na divisão de Honra de Leiria.  Na época de 2010-2011 a equipa de seniores disputou o campeonato nacional da 3ª divisão, série E após de na época de 2009-2010 ter disputado o Campeonato da Divisão de Honra de Leiria. Na época 2013-14 a equipa disputou a 1ª divisão distrital de Leiria.
O contributo do Sport Clube Escolar Bombarralense para o espectro desportivo em Portugal é também evidente na modalidade do ciclismo. Clube com grande tradição velocipédica, o SCEB conta com um Palmarés invejável nesta modalidade, de onde se destacam nomes maiores do pelotão nacional, tais como José Pereira da Conceição, António Mil-Homens, Rogério Santos, Lima Fernandes, Joaquim Sousa Santos ou, já mais recentemente, Nuno Ribeiro, Cândido Barbosa, Pedro Lopes e Sérgio Paulinho.  

## Futebol

### Estádio
A equipa disputa os seus jogos em casa no Estádio Municipal de Bombarral.

### Marca do equipamento e patrocínio
A equipa de Futebol enverga equipamento da marca Agil Sport e tem o patrocínio de Vepeliberica, Roca e Intermaché.

## Palmarés
- Campeonato de Honra "LizSport”: 2009/10, 2005/06, 1999/00, 1996/97
- 1ª Divisão AF Leiria: 2004/05, 1970/71
- Taça AF Leiria: 2008/09, 2002/03, 1992/93
- Supertaça António Vieira Ascenso: 2009/10, 2008/09, 1999/00

## Ciclismo

### Historial
O ciclismo é parte integrante do clube desde a sua fundação, com, de resto, é evidente no próprio emblema do clube. Por esta casa correram nomes incontornáveis do ciclismo em Portugal, como como José Pereira da Conceição, António Mil-Homens, Rogério Santos, Belmiro silva, Lima Fernandes, Joaquim Sousa Santos ou, já mais recentemente, Nuno Ribeiro, Cândido Barbosa, Pedro Lopes e Sérgio Paulinho, que representaram o Bombarralense ao longo dos 106 anos da sua existência. 

### Sicasal-Liberty-Bombarralense (Júniores)
No sentido de dar continuidade à tradição velocipédica do Clube, a secção de ciclismo do Sport Clube Escolar Bombarralense aposta, atualmente, na formação de Júniores com a equipa Sicasal-Liberty Seguros-Bombarralense, que em 2016 fez uma época ao mais alto nível, conquistando mais de 35 troféus, 25 Pódios Coletivos, 23 Pódios Individuais, quase uma centena de Top10 e um honroso 2º lugar no Ranking Nacional por Equipas. Destacando as vitórias na 4ª e 5ª provas da Taça de Portugal. Em 2017, Francisco Duarte sagrou-se Campeão Nacional de Pista e arrecadou a Taça de Portugal Pista, no escalão Júnior.
Caso tenha uma empresa com interesses em divulgar uma marca e aproveitando o Estatuto de entidade Publica. Poderá contactar por mail a sua seção ciclismo.bombarralense@gmail.com   

### Circuito Guilherme Silva
Desde 2015, a secção de Ciclismo do Bombarralense organiza, com a colaboração da Associação de Ciclismo de Lisboa e a Federação Portuguesa de ciclismo, o Circuito "Prémio Guilherme Silva", assim intitulada em homenagem ao corredor do clube que tragicamente perdeu a vida enquanto treinava com as cores do Bombarralense. O Circuito Guilherme Silva conta já com três edições. e duas no que diz respeito ao circuito de Elites e Sub 23, circuito conhecido por Pera Rocha Liberty Seguros. 